# Sapiosexualität
Sapiosexualität (aus lateinisch sapere ‚wissen‘ und Sexualität) bezeichnet die erotische Hingezogenheit zum Intellekt einer anderen Person. Der Begriff kann eine Präferenz für besonders intelligente Menschen ausdrücken. Es geht zumeist um eine Stimulation auf Basis der besonderen Denkart des anderen. Sapiosexuelle Personen werden gelegentlich auch als „Nymphobrainiacs“ bezeichnet, was jedoch teils als extrem bzw. pathologisierend empfunden wird, aber auch sehr stimulierend sein kann.
Der in den 1990er Jahren im englischen Sprachraum entstandene Begriff wurde 2002 in das Urban Dictionary aufgenommen. Im englischen Sprachraum gibt es neben dem allgemeinen Widerhall im Web einige Besprechungen des Begriffs bei Wissenschaftsblogs. Der Evolutionspsychologe Geoffrey Miller wies im Rahmen einer Studie an 400 Vietnamveteranen nach, dass IQ und Spermaqualität korrelieren, und stellte die These auf, dass eine hohe Intelligenz bei Männern möglicherweise für Frauen gute Gene signalisiere und mithin einen Reiz darstellen könnte. Im deutschen Sprachraum wurde er mit Kolumnen von Stefan Schmitt und dem zugehörigen Wörterbuch eingeführt.

## Kritik
Das Online Lexikon für Psychologie und Pädagogik spricht von einem „fragwürdigen Neologismus“.
Der Sexualwissenschaftler Ulrich Clement führt an, dass Intelligenz unabhängig von sexuellen Präferenzen attraktiv wirke, weil sie langfristige Ressourcen verspreche und damit langfristige Planung des gemeinsamen Lebens ermögliche.